# El Nuevo Siglo
El Nuevo Siglo es un periódico diario colombiano, fundado el 1 de febrero de 1936 (con el nombre El Siglo) por los conservadores Laureano Gómez y José de la Vega en Bogotá. Contó con la colaboración de los políticos y periodistas Jaime Plata Bermúdez y Francisco Plata Bermúdez. En febrero de 2011 el diario era dirigido por Juan Gabriel Uribe.

## El Siglo
El 1 de febrero de 1936 fue fundado el diario El Siglo por Laureano Gómez y José de la Vega. Durante sus primeros años, El Siglo fue un opositor férreo de la República Liberal. En 1944 Laureano Gómez dejó la codirección en manos de su hijo Álvaro Gómez Hurtado. De la Vega murió en 1945.
A pesar de ser conservador, el diario apoyó inicialmente a Jorge Eliécer Gaitán cuando el Partido Liberal decidía quién iba a ser su candidato a las elecciones presidenciales de 1946. Después, Laureano Gómez declinó su aspiración presidencial conservadora en favor de Mariano Ospina Pérez, que resultó vencedor. Hernando Uribe Cualla asumió la dirección del diario cuando Laureano Gómez fue nombrado ministro de Relaciones Exteriores. Durante el Bogotazo, el 9 de abril de 1948, ocasionado por el asesinato de Gaitán, la sede del periódico fue parcialmente destruida. En 1949, Gómez Hurtado reasumió la dirección del diario. 
En 1953, tras el golpe militar que derrocó al entonces presidente Laureano Gómez, el mandatario, general Gustavo Rojas Pinilla, ordenó el cierre de El Siglo el 4 de agosto de ese año, siendo director Belisario Betancur. Tras la caída de la dictadura el 10 de mayo de 1957, el diario volvió a circular.
A finales de los años ochenta, Gómez Hurtado, desde la dirección del periódico, impulsó la Asamblea Nacional Constituyente que redactó la Constitución de 1991.

## El Nuevo Siglo
Cuando Gómez Hurtado decidió lanzarse, por tercera vez, como candidato a la presidencia para las elecciones de 1990, lo sustituiría Rodrigo Marín Bernal, quien convirtió al entonces diario sábana en tabloide y lo rebautizaría El Nuevo Siglo.
Cuando estalló el escándalo del proceso 8.000, Gómez Hurtado se convirtió en uno de los más férreos opositores del cuestionado presidente Ernesto Samper. Tras el asesinato de Gómez en noviembre de 1995, Juan Pablo Uribe asumió la dirección, que compartiría con su hijo Juan Gabriel Uribe hasta el fallecimiento del primero en 2004.